# 枫林镇 (阳新县)
枫林镇，是中华人民共和国湖北省黃石市阳新县下辖的一个乡镇级行政单位。

## 行政区划
枫林镇下辖以下地区：
枫林街社区、五合村、月朗村、汪源村、杨柳村、大德村、水源村、宋新村、漆坊村、沿冲村、南城村、大畈村、坡山村、白田村、花塘村、樟桥村、坳上村和枫林村。

## 交通
- 武九客运专线：枫林站